# Río Mangoky
El río Mangoky  uno de los principales ríos de Madagascar, con 564 kilómetros de largo. Nace en la meseta Central, al este de la ciudad de Fianarantsoa. El río fluye generalmente en dirección oeste desde la sierra, cruza la parte meridional de la meseta Bemaraha, llega a la llanura costera y a su delta, y desagua en el Canal de Mozambique, al norte de la ciudad de Morombe (21°19′00″S 43°32′00″E / -21.3166667, 43.5333333). 
La mayoría de Madagascar ha sido objeto de una grave deforestación durante los últimos 40 años, lo que ha llevado a la extrema erosión del suelo en la cuenca del río Mangoky, como lo demuestran los muchos banco de arena s situados en el cauce del río. Cargas de sedimentos, de color verde como el lago Ihotry son claramente discernibles al sur del río. El tramo entre el lago y la costa es bastante grande, con zonas de con sedimentos de arena de color blanquecino intercaladas con estanques. La parte meridional del delta está dominado por sucesivas islas de barrera y una formación de espigones. En cambio, el norte, la parte protegida del delta está dominado por las mareas y pantanos de manglar .